# 北门街道 (上饶市)
北门街道，是中华人民共和国江西省上饶市信州区下辖的一个乡镇级行政单位。

## 行政区划
北门街道下辖以下地区：
龙芽亭社区、带湖路社区、稼轩社区、吉阳山社区、外沽塘社区、凤凰社区、月泉社区、紫阳社区、沽塘社区、民主社区、郭门社区和龙潭社区。